# Stojan Vranješ
Stojan Vranješ (Bania Luka, Yugoslavia, 11 de octubre de 1986) es un futbolista bosnio que juega de centrocampista en el FK Borac Banja Luka de la Premijer Liga bosnia. Es hermano del también futbolista Ognjen Vranješ.

## Carrera
Stojan Vranješ comenzó en las categorías inferiores del FK Borac Banja Luka, acompañado de su hermano pequeño, Ognjen Vranješ. Tras cinco años en el conjunto bosnio, Vranješ se marchó al Pandurii Târgu Jiu de la Liga I rumana. Dos años después fue cedido al CFR Cluj. Ese mismo año, el Cluj conquistó su tercera liga, en gran parte gracias a la presencia de Vranješ, que llegó a ser titular en 14 partidos, anotando dos goles.
El 6 de febrero de 2013, el FK Vojvodina serbio fichó a Vranješ. Su primer gol fue ante el FK Smederevo, el 27 de febrero de ese mismo año. Al año siguiente, su mal rendimiento en la liga serbia y sus escasas oportunidades de jugar como titular en el Vojvodina le obligó a emigrar al Lechia Gdańsk polaco, en donde disputó 52 partidos y llegó a anotar 16 goles. Finalmente, en verano de 2015, se hizo oficial su traspaso al Legia de Varsovia de la capital polaca.

## Palmarés
Borac Banja Luka
- Copa de Bosnia y Herzegovina (1): 2009/10

CFR Cluj
- Liga I (1): 2011/12

FK Vojvodina
- Copa de Serbia (1): 2013/14

Legia de Varsovia
- Ekstraklasa (1): 2015/16
- Copa de Polonia (1): 2015/16